# Spółka z ograniczoną odpowiedzialnością
Spółka z ograniczoną odpowiedzialnością (wörtlich „Gesellschaft mit beschränkter Haftung“), abgekürzt Sp. z o.o., ist die polnische Bezeichnung der Rechtsform der haftungsbeschränkten Gesellschaft in Polen. Sie ist der deutschen GmbH ähnlich.

## Geschichte
1934 wurde die Sp. z o.o. zum ersten Mal im polnischen Handelsgesetzbuch kodifiziert. Während der Zeit des Sozialismus verloren diese Regelungen jedoch stark an Bedeutung. Im Jahre 2000 wurde ein neues Gesetz über die Handelsgesellschaften (Kodeks spółek handlowych – KSH) verabschiedet. 2003 erging eine Novelle zum KSH, um europäische Vorgaben umzusetzen.

## Gründung einer Sp. z o.o.
Eine Sp. z o.o. kann durch eine oder mehrere (natürliche oder juristische) Personen zu jedem rechtlich zulässigen Zweck errichtet werden. Jedoch darf die Sp. z o.o. nicht ausschließlich durch eine andere Einmanngesellschaft mit beschränkter Haftung gegründet werden (Art. 151 § 2 KSH). Auch ausländische juristische oder private Personen können Gesellschafter der Sp. z o.o. sein.
Wie auch im deutschen Recht der GmbH haften die Gesellschafter der Sp. z o.o. nicht für Verbindlichkeiten der Gesellschaft. Die Haftung ist auf das Vermögen der Gesellschaft beschränkt.

## Stammkapital
Das Stammkapital der Sp. z o.o. wird in Anteile gleichen oder ungleichen Nominalwerts geteilt und muss mindestens 5.000 Złoty betragen (rund 1.200,00 EUR; früher noch 50.000 Złoty).
Der Gesellschaftervertrag kann bestimmen, dass ein Gesellschafter einen oder mehrere Anteile besitzen darf (Art. 152 KSH). Darf ein Gesellschafter mehrere Anteile besitzen, müssen alle Anteile am Stammkapital gleich und unteilbar sein (Art. 153 KSH). Es gibt keine Begrenzung der Anzahl der Gesellschafter.

## Ausländische Gesellschaften
Gesellschaften mit beschränkter Haftung, die ihren Sitz im Ausland haben, können in Polen Niederlassungen oder Vertretungen gründen.

## Einmann-Gesellschaft
In einer Einmann-Gesellschaft übt der einzige Gesellschafter alle Befugnisse aus, die der Gesellschafterversammlung zustehen. Die Vorschriften über die Gesellschafterversammlung sind entsprechend anzuwenden.

## Gesellschaftervertrag
Der Vertrag einer Sp. z o.o. muss die folgenden Punkte enthalten:
- Firma und Sitz der Gesellschaft
- Den Gegenstand der Tätigkeit der Gesellschaft
- Die Höhe des Stammkapitals
- Die Angabe, ob ein Gesellschafter einen oder mehrere Anteile übernehmen darf
- Die Zahl und den Nominalwert der Anteile, die von den einzelnen Gesellschaftern übernommen werden
- Dauer der Gesellschaft, wenn dieser bestimmt ist
- Der Gesellschaftsvertrag muss notariell beurkundet werden.

## Sacheinlagen
Auch im polnischen Recht ist es möglich, die Stammeinlage nicht in Geld (sog. Bareinlage), sondern in anderer Weise (sog. Sacheinlage, in Polen „Apport“) zu leisten.
Soll die Einlage zum Zweck der Deckung des Anteils ganz oder teilweise in Form einer Sacheinlage (Apport) erfolgen, so muss im Gesellschaftsvertrag genau der Gegenstand dieser Einlage, die Person des Gesellschafters, der den Apport einbringt sowie die Zahl und der Nominalwert der dafür übernommenen Anteile ausgeführt werden. Der Gegenstand der Einlage verbleibt in ausschließlicher Verfügung des Gesellschaftervorstands.

## Gesellschaft in Gründung
Mit Abschluss des notariellen Gesellschaftsvertrages über eine Sp. z o.o. entsteht analog zum deutschen Recht eine Gesellschaft in Gründung.
Die Sp. z o.o. in Gründung wird durch den Vorstand oder durch einen Bevollmächtigten, der einstimmig durch Beschluss der Gesellschafter berufen wurde, vertreten.
Eine Besonderheit gilt bei der Einmann-Gesellschaft in Gründung. Hier hat der (einzige) Gesellschafter kein Recht zur Vertretung der Gesellschaft. Das gilt natürlich nicht für die Anmeldung der Gesellschaft beim Registergericht.

## Errichtung
Zur Errichtung sind erforderlich:
Der Abschluss eines Gesellschaftervertrages:
- Die Einbringung von Einlagen durch die Gesellschafter zur Deckung des gesamten Stammkapitals, und bei Übernahme eines Anteils für einen Preis, der höher ist als der Nominalwert, auch die Erbringung des Überschusses
- Die Berufung des Vorstands der Gesellschaft
- Die Bestellung des Aufsichtsrates oder der Revisionskommission, wenn das Gesetz oder der Gesellschafter dies verlangt
- Die Eintragung ins polnische Handelsregister (KRS)

## Anmeldung
Der Vorstand der Sp. z o.o. meldet die Gründung der Gesellschaft zur Eintragung ins Register bei dem für den Sitz der Gesellschaft zuständigen Registergericht an. Den Antrag auf Eintragung der Gesellschaft ins Registergericht unterschreiben alle Vorstandsmitglieder. Die Gesellschaft wird aufgrund gesetzlicher Bestimmung aufgelöst, wenn sie nicht innerhalb von 6 Monaten nach Abschluss des Gesellschaftsvertrages angemeldet wird. Alle Einlagen müssen vor Eintragung vollständig geleistet worden sein.
Die Gesellschaft ist vom Registergericht in das Register einzutragen. Das Registergericht kann die Eintragung nicht wegen geringfügiger Fehler verweigern, die die Interessen der Gesellschaft oder die Interessen der Öffentlichkeit nicht berühren, und die nicht ohne Aufwendung erheblicher Kosten beseitigt werden können.
Anders als in den deutschsprachigen Ländern üblich, muss, auch wenn das Wort spółka (Gesellschaft) bereits ein Teil der Firma ist, die gesamte Rechtsformbezeichnung an diese unverändert angehängt werden (Art. 160 § 1 KSH); daher sind Konstrukte wie XY Spółka Węglowa sp. z o. o. (XY Kohlegesellschaft GmbH) vorzufinden.

## Vorstandshaftung
Für uneinbringliche Schulden der Gesellschaft haften die Vorstandsmitglieder den Gläubigern persönlich (Art. 299 § 1 KSH). Die Haftung entfällt, wenn sie nachweisen können, dass sie rechtzeitig ein Insolvenzverfahren eingeleitet haben oder dies schuldlos bzw. ohne Nachteile für den jeweiligen Gläubiger unterblieben ist (Art. 299 § 2 KSH). Der Unterschied gegenüber der deutschen Regelung in § 64 Abs. 2 GmbHG liegt vor allem darin, dass nach polnischem Recht nicht die Gesamtheit der Gläubiger (nämlich die Insolvenzmasse) profitiert, wenn ein Vorstandsmitglied (Geschäftsführer) auf diese Weise belangt werden kann, sondern der einzelne Gläubiger, der allerdings selbst aktiv werden muss.